# Station Wognum-Nibbixwoud
Station Wognum-Nibbixwoud (afkorting Wn) is het spoorwegstation in het Westfriese Wognum. Het station is van het standaardtype van de HN, dateert uit 1887 en is gelegen aan de in datzelfde jaar geopende spoorlijn Hoorn – Medemblik van de voormalige Locaalspoorwegmaatschappij Hollands Noorderkwartier.
Het station werd geopend op 3 november 1887 en gesloten voor reizigersvervoer op 1 januari 1936. Van 1898 tot 1930 was Wognum tevens eindpunt van de Tramlijn Wognum - Schagen van de SMWF.
Van 29 mei 1940 tot 5 januari 1941 was het weer geopend voor reizigersvervoer. Het goederenvervoer bleef bestaan tot 1972. De eerste rit van de Stoomtram Hoorn-Medemblik vond plaats op 23 mei 1968. Sinds 1969 is er een regelmatige stoomtramdienst.
Het gebouw staat op de monumentenlijst en is inmiddels eigendom van de Stoomtram. In de jaren negentig is het stationsgebouw in oude staat gerestaureerd en sindsdien in gebruik bij de SHM. Het voormalige station bevindt zich aan de Spoorstraat 2.